# Grace Van Studdiford
Grace Van Studdiford (de soltera Quivey; 8 de enero de 1873 – 29 de enero de 1927) fue una soprano y actriz de ópera estadounidense de principios del siglo veinte. Nunca grabó para gramófono, pero participó en algunas películas. Sus papeles en Broadway fueron limitados, ya que realizó giras por todo el país.

## Primeros años
Grace Quivey nació en North Manchester, Indiana, hija de August Jane Burns y Robert E. Quivey. Tenía cuatro hermanos: Iva Maude Quivey, Ralph B. Quivey, Mary Quivey Gregory y Claude E. Quivey, un retratista en miniatura.  Hizo su primera aparición en el escenario en Chicago, en la obra The Black Hussar. En 1899 realizó una gira con Jefferson De Angelis en The Jolly Musketeer. Tras su gira con De Angelis, comenzó a interpretar ópera y, el 24 de octubre de 1900, apareció en el Metropolitan Opera House en el papel protagonista de Martha. También apareció allí como Michaela en Carmen, Marguerite en Faust, Fleur-de-Lys en Esmeralda, Josephine en H.M.S. Pinafore y Leonora en Il trovatore.

## Fama
En 1903, Van Studdiford estrenó la ópera Maid Marian y más tarde debutó con The Red Feather, escrita especialmente para ella. Esta ópera también contaba con algunos de los trajes más elaborados hasta la fecha. Actuó y realizó giras con The Red Feather durante dos años. Tras la gira con The Red Feather, Van Studdiford eligió su siguiente papel protagonista en la ópera Lady Teazle, que no se representó en Broadway, sino en varios teatros musicales populares de todo el país. En julio de 1908 volvió a Broadway con The Mimic World. En octubre de 1908 estuvo en el Broadway Theater de Nueva York como Ilma Walden en The Golden Butterfly y realizó una gira con esta ópera hasta 1909. En 1910, Van Studdiford participó en la popular ópera The Bohemian Girl en el papel de Arline. A finales de 1910 realizó una gira con A Bridal Trip antes de llevarla al Herald Square Theater de Broadway en enero de 1911 con el nombre de The Paradise of Mahomet. En 1911 apareció en el Winter Garden Theatre en La Belle Paree como Mimi y más tarde realizó una gira con A Bridal Trip, ahora renombrada The Paradise of Mahomet. En 1914, Van Studdiford realizó una gira por Estados Unidos con Oh! Oh! Delphine, interpretando al personaje principal. Su última actuación registrada en una ópera o obra de teatro es en la comedia musical A Trip to Chinatown, en el papel de Mrs. Guyer. Con esta obra, Van Studdiford realizó una gira por muchos campamentos militares cuando la Primera Guerra Mundial llegaba a su fin. Este musical fue posteriormente adaptado al cine mudo en 1926 por Fox Studios. Tras su última aparición en escena en 1918, participó en un pequeño número de películas mudas con los nombres de Grace Studiford y Grace Studdiford, siendo su última aparición en el cine en 1921.

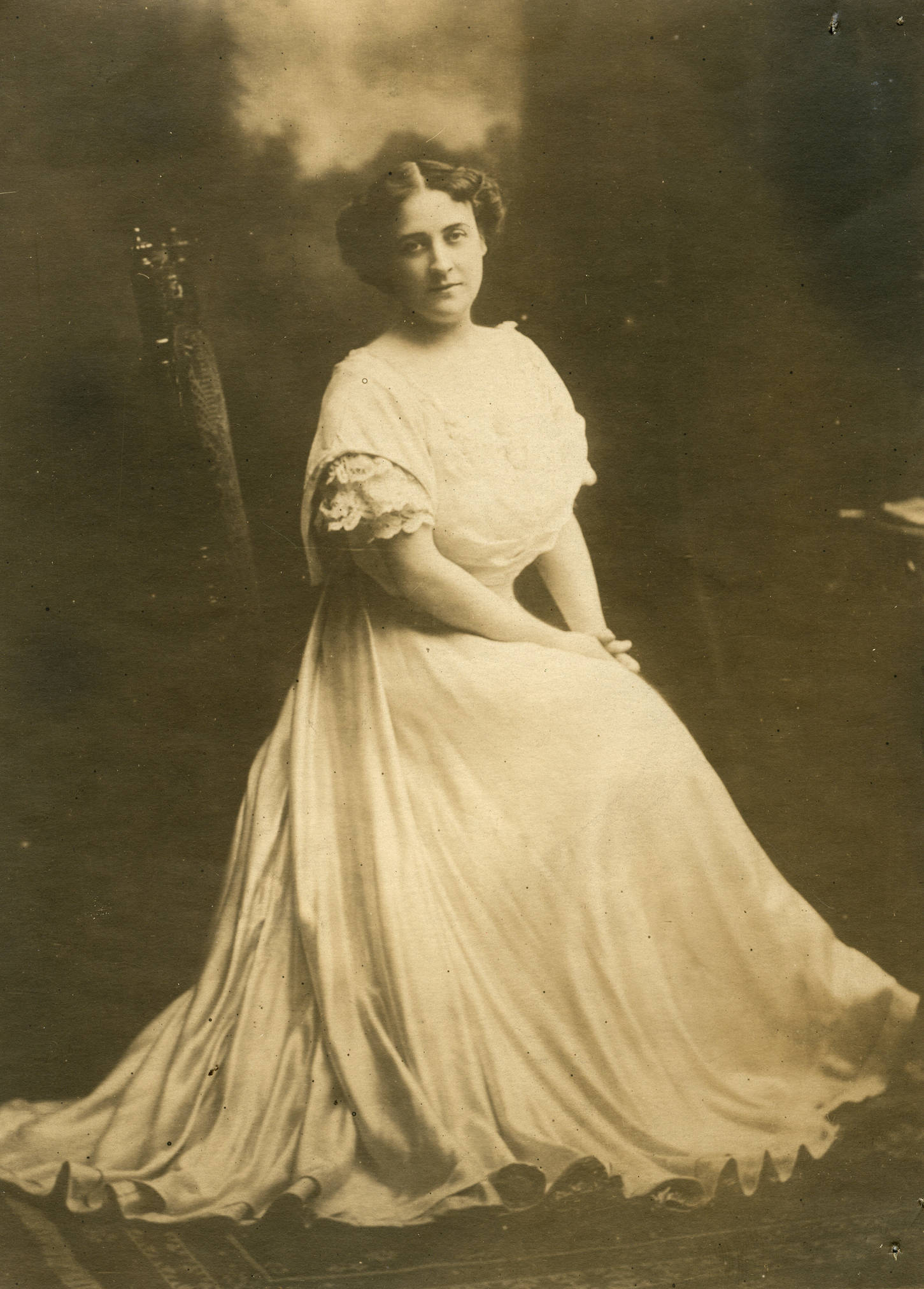
en 1909

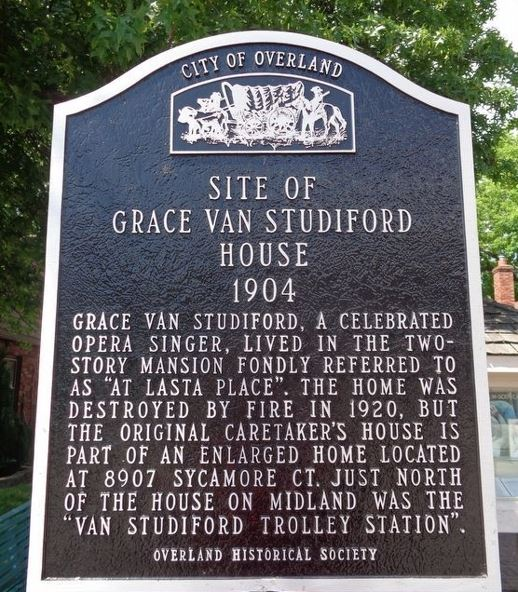

## Grace Van Studdiford Amusement Company
En 1908, Van Studdiford y Charles Bradley se asociaron para formar una productora en su nombre. Al parecer, el único objetivo era producir la ópera en la que ella actuó esa temporada, The Golden Butterfly. La empresa no duró mucho, ya que en 1909 fueron demandados por Joseph Weber por salarios atrasados.

## Vida personal
Se casó con Charles Van Studdiford en 1897. En 1908 solicitó el divorcio por abandono. Murió en Fort Wayne, Indiana, el 29 de enero de 1927, tras una operación.

## Filmografía
- The Land of Promise (1917)
- Something Different (1920)
- The Branded Woman (1920)
- Nobody (1921)
- Pardon My French (1921)